# PSA TU (Motores)
A Família de motores  TU  é uma família de pequenos motores de quatro cilindros em linha usados nas linhas Peugeot e Citroën de carros.
Foi introduzido em 1986 com o Citroën AX, substituindo os motores da Família X, no entanto compartilhe muitos componentes de seu antecessor.
O TU está disponível nas variantes a gasolina(TU) ou Diesel(TUD).
A Família TU é bem diferente dos motores X, apesar de compartilharem uma arquitetura similar do comando de válvulas, as principais diferenças são a árvore de comando acionada por correia (o X é acionado por corrente) e que a TU é montada na posição vertical convencional com uma transmissão montada na extremidade separada e eixos de transmissão de comprimento desigual.
O motor X, em comparação, tinha uma transmissão integral montada na lateral do cárter (dando origem ao seu apelido popular de "motor da mala"), compartilhando um suprimento de óleo comum e foi montada quase deitada de lado dentro do carro
O motor TU foi usado nos seguintes carros: 
Citroën: AX, Saxo, C2, C3, C4, BX, ZX, Xsara, C15, Nemo e Berlingo. 
Peugeot: 106, 205, 206, 207, 309, 306, 307, 405, Bipper, Partner e Hoggar, Samand Soren, Runna, Peugeot 405 iraniano e Pars.
O motor TUD foi usado apenas em 11 carros, dos quais 6 não eram modelos PSA: Citroën AX, Citroën Saxo, Citroën Xsara; O Peugeot 106, Rover Metro / 100-series, Nissan Micra, Maruti Suzuki Zen D / Di e Maruti Suzuki Estima D / Di e ikco samand, Tata Indigo 1.4 TD, o último da tata, é um motor TUD personalizado e é baseado em 1,5 D.
Agora, a PSA interrompeu a produção de motores TU originais, embora os motores CE, intimamente relacionados à unidade TU5, estejam em produção para mercados emergentes como China e Rússia e disponíveis nas versões de 1.6 e 1.8 litros

## Tu9
O TU9 era a versão básica, usada em uma variedade de carros, incluindo o Citroën AX, Saxo, Peugeot 205 e 106. 
A partir de 954cc, com um Cilindro e um Pistão de 70x62mm.
A potência foi inicialmente de 44cv, mas foi aumentada para 49cv em 1992, com o adoção de Injeção eletronica de combustível e um catalisador. 
A produção foi interrompida no Citroen Saxo e Peugeot 106 com a introdução do Euro III em 2001.
| Modelo  | Potência     | Notes              |
| ------- | ------------ | ------------------ |
| TU9 M/Z | 49cv (37 kW) | Injeção eletrónica |
| TU9/K   | 44cv (33 kW) | 1-bbl carburador   |

## Tu1
O TU1 tem 1,1 L (1.124 cc), com Cilindro e pistão de 72 mm × 69 mm.
A potência era inicialmente de 54 hp, mas foi aumentada para 59 hp em 1992, com a adoção da injeção eletrônica de combustível e um conversor catalítico. 
A introdução do Euro III levou à adoção da injeção multiponto, mas a potência permaneceu a mesma (embora tenha havido um pequeno aumento de torque). 
Este mecanismo foi a opção de nível básico no Citroën C2 e C3 e Peugeot 206.
| Modelo   | Potência     |
| -------- | ------------ |
| TU1 F2/K | 59cv (44 kW) |
| TU1 JP   | 59cv (44 kW) |
| TU1 M/Z  | 59cv (44 kW) |
| TU1/K    | 54cv (40 kW) |

## Tu2
O TU2 tem 1.3L(1294cc), com um cilindro e um pistão de 75x73mm.
A potência foi inicialmente 94cv (70 kW), alimentando o Citroën AX Sport.
Uma versão um pouco mais potente, o TU24 foi desenvolvida para o Peugeot 205 Rallye com carburadores Weber. 
Uma nova versão com 99cv(77 kW) foi criada em 1992 para o Peugeot 106 Rallye, com a adoção de um sistema de injeção de combustível Magneti Marelli e um conversor catalítico. Esta versão do 106 Rallye usa um bloco de alumínio TU3 mais alto diferente do TU24 (cujo bloco é baseado em um TU1), diferentes comprimentos de bielas e pistões para o TU24. 
As cabeças de alumínio também diferem ligeiramente no tamanho e formato da ponta com diferentes árvores de cames. 
Os tamanhos das válvulas são um pouco diferentes, com o TU24 sendo 39.3mm admissão / 31.2mm Escape. 
O TU2J2 sendo 39,5mm admissão e 31,4mm Exaustão com válvula ligeiramente mais fina resulta no TU24.
| Modelo         | Porência     | Notas                                          |
| -------------- | ------------ | ---------------------------------------------- |
| TU24 (M4A)     | 94cv(70 kW)  | twin 2-bbl carb Solex ADDHE 40 / Weber DCOE 40 |
| TU24 (M2A)     | 102cv(76 kW) | twin 2-bbl carb Weber DCOM 40                  |
| TU2 J2/Z (MFZ) | 99cv(74 kW)  | injeção eletrônica, catalyst                   |

## Tu3
O TU3 possui 1.4L (1.360 cc), com cilindro e pistão de 75 mm × 77 mm. 
Esse motor foi um dos mais usados pelo Grupo PSA, com aplicações em carros superminis, compactos e de médio porte, incluindo na Citroën AX GT Cup e na Citroën AX GTI Cup, realizadas em muitos países europeus em todo o mundo. início dos anos 90, tanto em corridas de circuito quanto em rally.
Nos primeiros anos, estava disponível com um carburador de um ou dois injetores, com injeção de combustível introduzida em 1990 para o AX GTI e o 106 XSi, capaz de fornecer 99 cv(74 kW) a 6600 rpm. As versões carburadas deram lugar à injeção de combustível em 1992, enquanto a versão esportiva foi aposentada em 1996.
| Modelo                                       | Potência      |
| -------------------------------------------- | ------------- |
| TU3 A (not in use)                           | 65cv (48 kW)  |
| TU3 A                                        | 75cv (55 kW)  |
| TU3 A/K                                      | 70cv (51 kW)  |
| TU3 F2/K                                     | 75cv (55 kW)  |
| TU3 FJ2/K                                    | 100cv (74 kW) |
| TU3 FJ2/Z                                    | 95cv (70 kW)  |
| TU3 JP (in use after 2007 in Iran and China) | 75cv (55 kW)  |
| TU3 M/Z                                      | 75cv (55 kW)  |
| TU3 S                                        | 85cv (63 kW)  |

## Tu5
O TU5 tem 1.6L (1.587 cc), com cilindro e pistão de 78,5 mm × 82 mm.
Inicialmente estava disponível nas configurações de 8 e 16 válvulas, mas apenas a opção DOHC 16V permanece. O bloco é feito de ferro fundido e o cabeçote é de alumínio. 
A potência é de 108cv (80 kW) nas aplicações mais atuais, o mesma do motor diesel DV6 de 1.6 L, embora uma versão esportiva de 121cv(90 kW) seja usada para equipar o Citroën C2 VTS. 
O TU5 foi usado no automobilismo pela Citroën e Peugeot. 
Esse motor (versão JP +) também foi instalado no Yugo, na Flórida, de 2002 a 2008.
O mais recente foi usado no Citroën C-Elysée e Peugeot 301, onde é renomeado como EC5. Para o mercado chinês, é nomeado N6A 10FXA3A PSA e produz 88cv (65 kW).
| Modelo           | Poteêcia      |
| ---------------- | ------------- |
| TU5 J2/L3 (NFW)  | 104cv (77 kW) |
| TU5 J4 (NFX)     | 120cv(88 kW)  |
| TU5 JP4 (NFU)    | 112cv (82 kW) |
| TU5 JP4S (NFS)   | 122cv (90 kW) |
| TU5 JP/L4 (NFT)  | 98cv (72 kW)  |
| TU5 JP+ (NFV)    | 95cv (70 kW)  |
| TU5 JP (NFR/NFZ) | 90cv (66 kW)  |
| EC5 F/PG (NFP)   | 116cv (85 kW) |

TU5 JP+ (NFV) e TU5 JP/L4 (NFT) são quase os mesmos motores, mas com pequenas diferenças.

## Et3
Uma versão DOHC de 16 válvulas do TU3 com comando variável de válvula foi introduzida em 2004 com o Peugeot 206 Quiksilver Edition. 
No entanto, esta versão foi nomeada ET3, possivelmente como um prelúdio para a nova família de motores PSA / BMW Prince.
| Model        | Output       |
| ------------ | ------------ |
| ET3 J4 (KFU) | 89cv (66 kW) |

## TUD3 e TUD5
O TUD foi a variante diesel. 
Um diesel de injeção indireta com bomba mecânica (variantes Bosch ou Lucas, dependendo do modelo e do ano). 
Inicialmente, usou as carcaças de cilindro de liga do TU3 com revestimentos úmidos mais fortes. 
Isso foi chamado de TUD3. 
Em 1994, o deslocamento foi aumentado para 1,5 L (1.527 cc), cilindros e pistões de 77 mm × 82 mm, e o bloco foi reformulado em ferro com orifícios diretamente no bloco, sendo o motor renomeado TUD5. 
Além de várias aplicações nos modelos supermini do grupo PSA (AX, Saxo, 106) e Citroën Xsara, foi vendido a outras montadoras que não possuíam motores pequenos a diesel, como a indiana Maruti, que o instalou em seu Estima, Zen e outros. 
Rover Metro de 1993 até o final da produção em 1997. 
Também alimentou a versão diesel da segunda geração do Nissan Micra na Europa, que não foi vendida no Reino Unido.